# Alexandra Beever
Alexandra Helen Beever (conocida como Alex Beever; Oxford, 5 de septiembre de 1973) es una deportista británica que compitió en remo.
Ganó dos medallas en el Campeonato Mundial de Remo de 1997, oro en cuatro sin timonel y bronce en ocho con timonel. Participó en los Juegos Olímpicos de Sídney 2000, ocupando el séptimo lugar en la prueba de ocho con timonel.

## Palmarés internacional
| Campeonato Mundial | Campeonato Mundial     | Campeonato Mundial | Campeonato Mundial |
| Año                | Lugar                  | Medalla            | Prueba             |
| ------------------ | ---------------------- | ------------------ | ------------------ |
| 1997               | Aiguebelette (Francia) | Medalla de oro     | Cuatro sin timonel |
| 1997               | Aiguebelette (Francia) | Medalla de bronce  | Ocho con timonel   |